# Mount Simmonds
Mount Simmonds ist ein 1855 m hoher Berg an der Oates-Küste im ostantarktischen Viktorialand. Er ragt nahe dem Mount Theaker an der Nordflanke des Robilliard-Gletschers in den Usarp Mountains auf. 
Geodätisch vermessen wurde das Gebiet vom United States Geological Survey von 1962 bis 1963 sowie von Teilnehmern einer von 1963 bis 1964 durchgeführten Kampagne im Rahmen der New Zealand Geological Survey Antarctic Expedition. Das New Zealand Antarctic Place-Names Committee benannte den Berg nach der neuseeländischen Kartografin G. A. E. Simmonds, die zwischen 1961 und 1967 an der Erstellung des Kartenmaterials aus den Vermessungsarbeiten beteiligt war.